# Interkulturell kommunikation
Interkulturell kommunikation definieras av Stella Ting-Toomey som en kommunikationsprocess mellan individer av olika kulturella grupper.  Enligt Ting-Toomey har kulturen betydelse för identitet, grupptillhörighet, reglering av gränser i grupper, anpassning och kommunikation. Hon lyfter fram att identiteten spelar stor roll i vardagskommunikationen. I ett vårdsammanhang kan kulturskillnader mellan patient och vårdgivare resultera i överföring och/eller motöverföring.
Kultur i detta sammanhang syftar inte bara på etnisk bakgrund, utan även på personlig kulturell bakgrund.